# Juan Lizariturry
Juan Lizariturry Setién (nacido el 20 de abril de 1991) es un tenista profesional español.

## Carrera
Su posición individual más alto logrado en el ranking mundial ATP, fue el n.º 304 el 14 de julio de 2014, mientras que en dobles alcanzó el puesto n.º 365 el 4 de agosto de 2014.
Ha logrado hasta el momento un título de la categoría ATP Challenger Tour en la modalidad de dobles, así como también ha obtenido varios títulos Futures tanto en individuales como en dobles.

## Títulos; 1 (0 + 1)
| Leyenda                     | Individuales | Dobles |
| --------------------------- | ------------ | ------ |
| Grand Slam                  | 0            | 0      |
| ATP World Tour Finals       | 0            | 0      |
| ATP World Tour Másters 1000 | 0            | 0      |
| ATP World Tour 500 Series   | 0            | 0      |
| ATP World Tour 250 Series   | 0            | 0      |
| ATP Challenger Series       | 0            | 1      |

### Dobles
| N.º | Fecha      | Torneo                | Superficie | Compañero              | Rivales en la final         | Resultado      |
| --- | ---------- | --------------------- | ---------- | ---------------------- | --------------------------- | -------------- |
| 1.  | 03.08.2014 | Challenger de Cortina | Tierra     | Íñigo Cervantes Huegun | Hsin-han Lee Vahid Mirzadeh | 7-5, 3-6, 10-8 |